# Mărtiniș
Mărtiniș (in ungherese Homoródszentmárton) è un comune della Romania di 3 132 abitanti, ubicato nel distretto di Harghita, nella regione storica della Transilvania.
Il comune è formato dall'unione di 12 villaggi: Aldea, Bădeni, Călugăreni, Chinușu, Comănești, Ghipeș, Locodeni, Mărtiniș, Orășeni, Petreni, Rareș, Sânpaul.
La maggioranza della popolazione (oltre il 98%) è di etnia Székely.